# Zelenkivka, Nedrîhailiv
Zelenkivka (în ucraineană Зеленківка) este localitatea de reședință a comunei Zelenkivka din raionul Nedrîhailiv, regiunea Sumî, Ucraina.

## Demografie
Componența lingvistică a localității Zelenkivka
     Ucraineană (97,84%)
     Rusă (1,35%)
     Alte limbi (0,81%)
Conform recensământului din 2001, majoritatea populației localității Zelenkivka era vorbitoare de ucraineană (97,84%), existând în minoritate și vorbitori de rusă (1,35%).